# IFunny
iFunny é um site de propriedade cipriota baseado em humor e aplicativo móvel desenvolvido pela FunCorp que consiste em memes na forma de imagens, vídeos e GIFs animados enviados por seus membros. A versão móvel do site também apresenta uma ferramenta de criação de meme embutida.

## História
No dia 26 de abril de 2011, foi lançada a aplicação para dispositivos iOS e, no dia 25 de novembro de 2011, para dispositivos Android.
Em 11 de abril de 2013, o iFunny.co foi lançado como alternativa de computador para a aplicação.
Após o encerramento do iFunny no Brasil em novembro de 2024, alguns usuários brasileiros decidiram criar seus próprios aplicativos e/ou sites de memes que pudessem substituir o IFunny, sendo o Deezegg e Comedy Hub os mais conhecidos.

## Conteúdo
O iFunny está disponível online e como aplicativo móvel. É dividido em seções administradas por moderadores e uma seção para acompanhar as contas subscritas. É administrada por David Chef, mais conhecido como Cheffy pela comunidade iFunny.
À esquerda da página inicial encontra-se o "catálogo de memes" no qual são enumerados tópicos gerais, incluindo carros, jogos e desporto.
O site tem diretrizes que excluem ameaças e propaganda de ódio, contudo permitem "humor negro". O site alega utilizar uma política de "pré-moderação manual" para filtrar qualquer conteúdo que viole as suas diretrizes.
Em 2023, sites como Aos Fatos e Revizuire publicaram matérias sobre os conteúdos nocivos encontrados no site, relatando a incidência de conteúdos neonazistas, neofascistas e uma série de conteúdos preconceituosos que ganharam força dentro da comunidade, o fato ocorreu simultaneamente com a remoção do aplicativo IFunny da Google Play Store.